# عمار عبدربه
عمّار عبدربّه (بالفرنسية: Ammar Abd Rabbo)‏ (و. 1966  م) هو صحفي، ومصور من فرنسا، وسوريا، ولد في دمشق.

## التعليم
تعلم في معهد الدراسات السياسية بباريس
.

## جوائز
حصل على جوائز منها:

نيشان الفنون والآداب من رتبة فارس